# Jan Chmurowicz
Jan Władysław Chmurowicz, poljski general, * 31. december 1887, † 5. november 1965.